# 阿氏耳孔鯰
阿氏耳孔鯰，為輻鰭魚綱鯰形目甲鯰科的其中一種，為熱帶淡水魚，分布於南美洲Jucuruçu及Buranhém河流域，體長可達4.3公分，棲息在水質清澈的淺水域，生活習性不明。

## 扩展阅读
維基物種上的相關：阿氏耳孔鯰